# Gewone knoopwesp
De gewone knoopwesp of grote snuittordoder (Cerceris arenaria) is een vliesvleugelig insect uit de familie van de graafwespen (Crabronidae). De wetenschappelijke naam van de soort werd in 1758 gepubliceerd door Linnaeus.
De gewone knoopwesp wordt ook wel snuittorrendoder of snuitkeverdoder genoemd, want ze gebruikt snuitkevers (soms ook bladkevers) als prooi.